# Aporophyla nigricans
Aporophyla nigricans là một loài bướm đêm trong họ Noctuidae.